# El Roble (ort i Colombia, Sucre, lat 9,10, long -75,20)
El Roble är en ort i Colombia.   Den ligger i departementet Sucre, i den norra delen av landet, 500 km norr om huvudstaden Bogotá. El Roble ligger 91 meter över havet och antalet invånare är 3 324.
Terrängen runt El Roble är platt. Runt El Roble är det ganska tätbefolkat, med 120 invånare per kvadratkilometer. Närmaste större samhälle är Sincé, 16,6 km norr om El Roble. Omgivningarna runt El Roble är huvudsakligen savann.